# Kasei Valles
Kasei Valles (Tal des Mars – Kasei ist der japanische Name für den Mars) ist mit einer Länge von fast 1.600 km das größte Stromtal auf dem Planeten Mars.
Es beginnt in einer chaotischen Region nördlich des Grabensystems Valles Marineris, verläuft nach Norden und teilt sich in mehrere Arme auf, die in den westlichen Teil der Tiefebene Chryse Planitia münden. Aufgrund der großen, nach Osten abknickenden Gabelung in einen nördlichen und einen südlichen Arm wird zur Bezeichnung dieses Tals die Mehrzahlform eines Talsystems gewählt. Die einzelnen Arme tragen in seinem Fall jedoch keinen eigenen Namen.
Kasei Valles entstand vermutlich in einem Zeitraum vor 3,5 bis 1,5 Mrd. Jahren, indem sich periodisch auftretende große Wassermengen ihren Weg bahnten. Anhand der Strukturen des Tals wird geschätzt, dass hier bis zu 1 Mrd. m³ pro Sekunde flossen – dies entspricht der 10.000fachen Menge des Amazonas auf der Erde. Die Wassermassen wurden durch Schmelzvorgänge freigesetzt, wobei unter der Marsoberfläche liegendes Eis durch tektonische Prozesse erwärmt wurde.

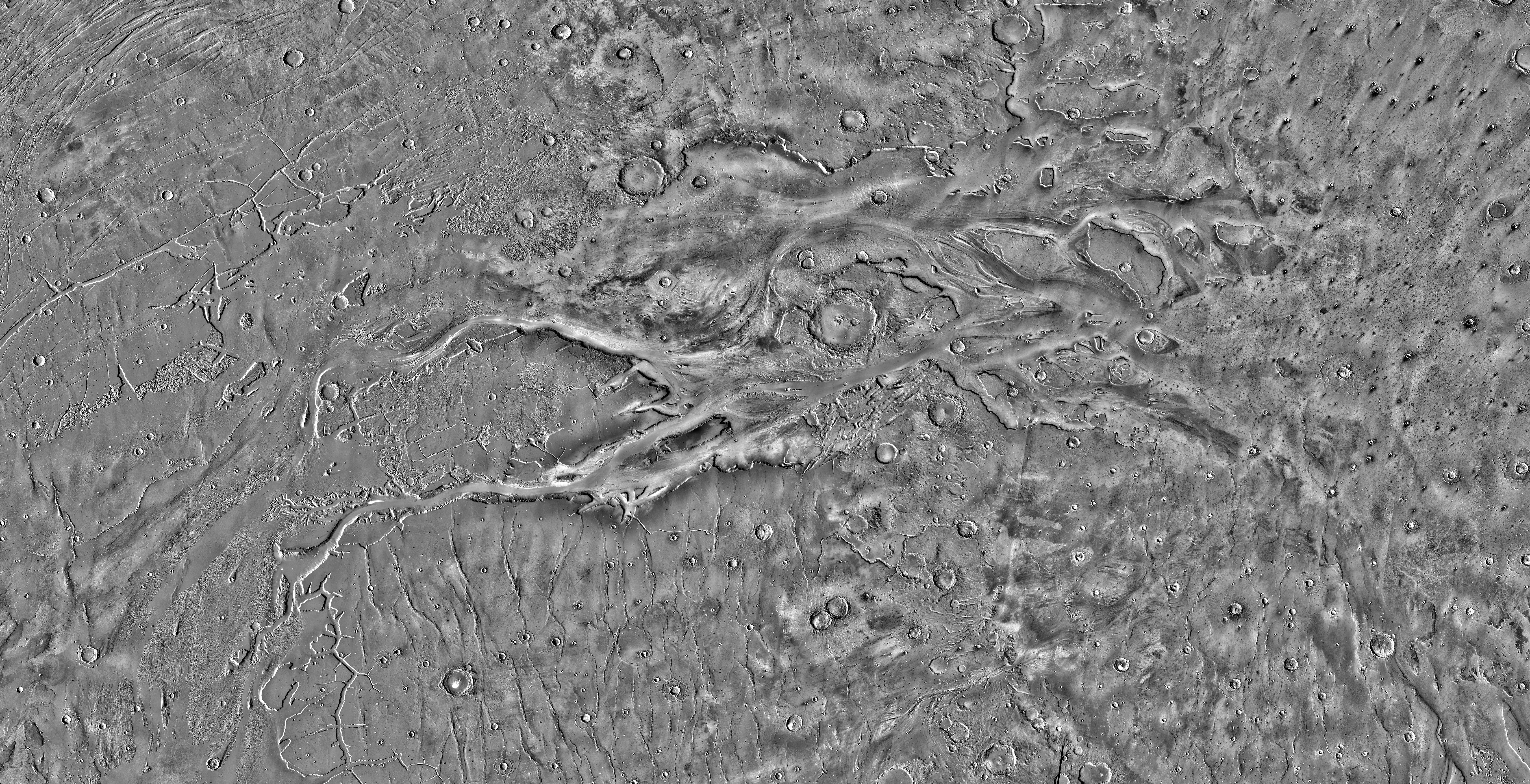
Hohe Auflösung THEMIS tagsüber Infrarotbild Kasei Valles Mosaik und seiner Umgebung.
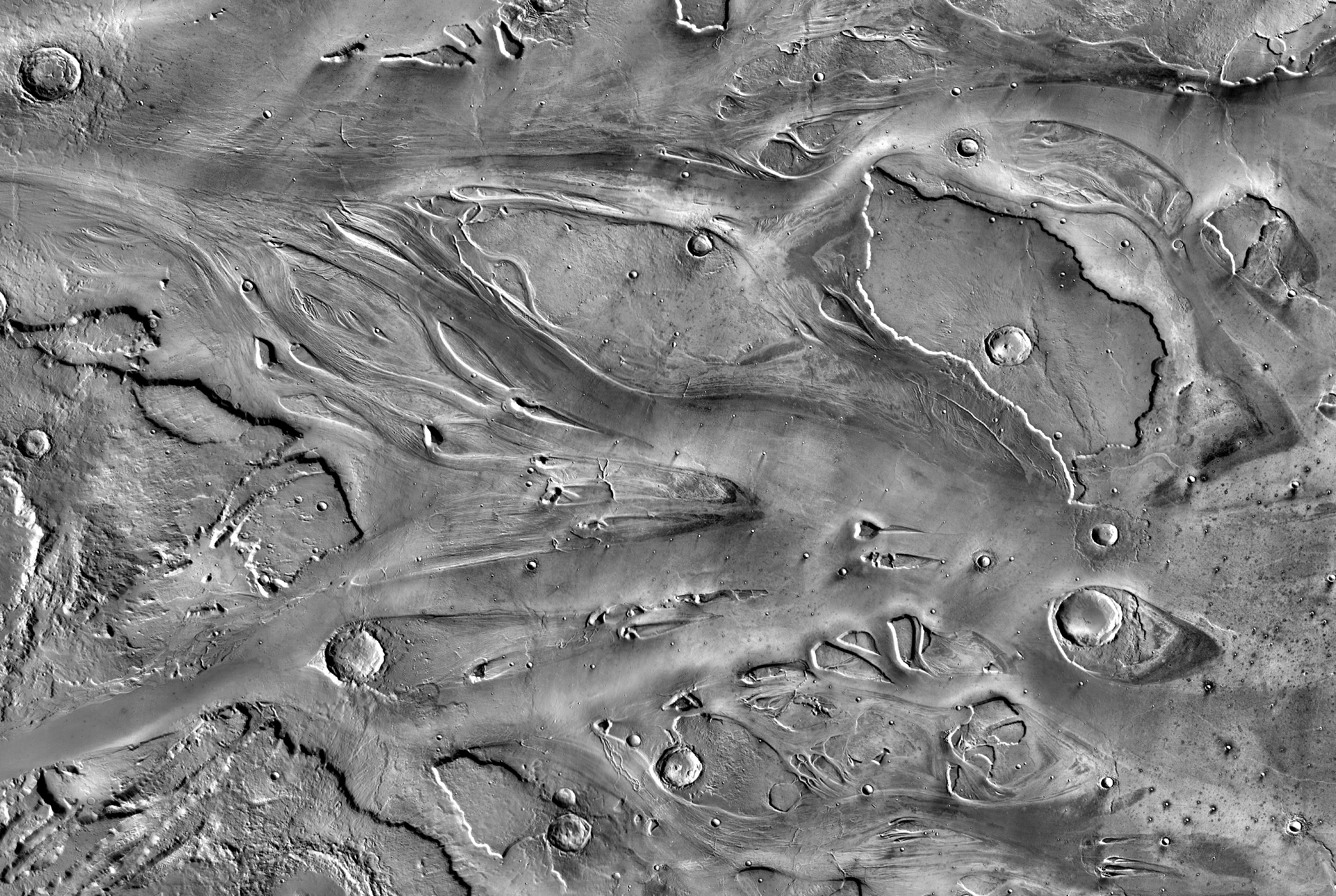
Ansicht von stromlinienförmigen Landschaftsformen in Kasei Valles (Detail aus THEMIS Mosaik nach links).